# Hof Chur
Hof Chur, o semplicemente Hof (toponimo tedesco), è un quartiere del comune svizzero di Coira, nella regione Plessur (Canton Grigioni).

## Geografia fisica
Hof Chur sorge su una terrazza rocciosa sulla riva destra del fiume Plessur.

## Storia
Il quartiere è costituito dalla rocca vescovile, nucleo della diocesi di Coira e per secoli sede del principato vescovile di Coira; indipendente dalla città, nel 1850 contava 240 abitanti e nel 1852 è stato accorpato al comune di Coira.

## Monumenti e luoghi d'interesse
- Cattedrale cattolica di Santa Maria Assunta, consacrata nel 1272, eretta su un precedente edificio del V secolo[1];
- Castello vescovile[1];
- Chiesa cattolica di San Martino, eretta nell'VIII secolo e ricostruita[1].